# Histórias (Im)Possíveis
Histórias (Im)Possíveis é uma série antológica brasileira produzida pela TV Globo e exibida entre 6 de março e 20 de novembro de 2023. Foi criada e escrita por Renata Martins, Jaqueline Souza e Grace Passô, sob a direção artística de Luísa Lima. A série faz parte do Projeto Falas (conhecido anteriormente como Projeto Identidade). O primeiro dos cinco episódios foi em homenagem ao Dia Internacional das Mulheres, com direção de Everlane Moraes e direção artística de Luisa Lima. Os roteiros da série foram co-escritos com Hela Santana, Thaís Fujinaga, Renata Tupinambá e Graciela Guarani.
No ano seguinte, a TV Globo decidiu dar um novo formato ao Projeto Falas, encerrando a minissérie com cinco episódios.

## Enredo
O projeto conta de forma antológica em especiais estacionais histórias protagonizadas por diferentes mulheres abordando temas como: Dia da Mulher, Dia do Indígena, Dia do Orgulho LGBTQIA+, Dia do Idoso e Dia da Consciência Negra.

## Elenco

### Falas Femininas:  Mancha
| Intérprete        | Personagem |
| ----------------- | ---------- |
| Isabel Teixeira   | Laura      |
| Luellem de Castro | Mayara     |
| Ângelo Antônio    | Sérgio     |
| Adriano Petermann | Jacinto    |

### Falas da Terra: Pintadas
| Intérprete      | Personagem |
| --------------- | ---------- |
| Isabela Santana | Michele    |
| Ellie Mkuxi     | Luara      |
| Dandara Queiroz | Josy       |

### Falas de Orgulho: Sísmicas
| Intérprete            | Personagem |
| --------------------- | ---------- |
| Ana Flávia Cavalcanti | Lena       |
| Kika Sena             | Kátia      |
| Nena Inoue            | Dona Xica  |
| Dida Camero           | Dona Nena  |
| Bruno Garcia          | Alcântara  |

### Falas da Vida: Acesso
| Intérprete     | Personagem |
| -------------- | ---------- |
| Andréa Beltrão | Meire      |
| Zezé Motta     | Bex        |
| Jayme Periard  | Lúcio      |
| Débora Lamm    | Diva       |
| Shirley Cruz   | Kel        |
| Lummy Kin      | Mitiko     |

### Falas Negras: Levante
| Intérprete        | Personagem          |
| ----------------- | ------------------- |
| Grace Passô       | Janaína             |
| Guilherme Fontes  | Pedro               |
| Neusa Borges      | Benê                |
| Leandro Firmino   | Justino             |
| Dandara Abreu     | Maria               |
| Kelner Macêdo     | Marcelo             |
| Julia Stockler    | Vanessa             |
| Rodrigo García    | Bruno               |
| Valéria Valenssa  | Rainha de bateria   |
| Thalma de Freitas | Empregada doméstica |
| MV Bill           | Bandido             |
| Ju Colombo        | Mãe de Santo        |
| Christovam Neto   | Preto Velho         |

## Antecedentes
Em 20 de novembro de 2020, foi exibido o primeiro Falas Negras, inaugurando o Projeto Identidade. Idealizado e escrito por Manuela Dias, sob a direção de Lázaro Ramos, o projeto contou com a participação de 22 atores interpretando figuras históricas que desempenharam papéis importantes na luta pela liberdade e contra o racismo. Entre essas personalidades estão Muhammad Ali, Angela Davis, Nina Simone, Martin Luther King, Malcolm X, Nelson Mandela, Rosa Parks e Toussaint Louverture, além de brasileiros como Milton Santos e Marielle Franco.
No ano seguinte, estrearam o Falas Femininas (Dia Internacional da Mulher), exibido em 8 de março de 2021, o Falas da Terra (Dia dos Povos Indígenas), exibido em 19 de abril de 2021, o Falas de Orgulho (Dia Internacional do Orgulho), exibido em 28 de junho de 2021 e o Falas da Vida (Dia do Idoso), em 1.º de outubro de 2021.
Em 20 de novembro de 2021, foi exibido o segundo Falas Negras, estabelecendo assim uma ordem que foi seguida nos anos posteriores.

## Produção
Luellem de Castro e Isabel Teixeira foram escaladas para viverem Mayara e Laura respectivamente, abordando a relação entre patroa e empregada num episódio em homenagem ao Dia Internacional das Mulheres. Em fevereiro de 2023, Kika Sena e Ana Flávia Cavalcante foram confirmadas como protagonistas do episódio que conta a história de amor dando destaque ao Dia do Orgulho LGBTQIAP+. Também participam do episódio as atrizes Nena Inoue e Isis Broken. Ellie Mkuxi, Isabela Santana e Dandara Queiroz protagonizarão o episódio pensado para o Dias dos Povos Indígenas. Já Zezé Motta e Andréa Beltrão estrelarão o episódio da série que aborda etarismo, em celebração ao Dia do Idoso. As atrizes Mariana Aldeia e Debora Lamm também estão escaladas para o episódio.

## Exibição

### Divulgação
O primeiro teaser da minissérie, foi exibido em 23 de fevereiro de 2023‎ , durante o intervalo do Big Brother Brasil 23. O trailer apresentando o primeiro episódio foi divulgado em 27 de fevereiro durante o intervalo da  "novela das nove" Travessia.
O trailer do segundo episódio foi divulgado em 07 de abril durante o intervalo comercial de Travessia. Falas de Terra trata de temas em pro da causa indígena.

### Audiência
O primeiro episódio de Histórias (Im)Possíveis obteve média de 14,6 pontos e 34,6% de share na Região Metropolitana de São Paulo.

## Episódios
| Temporada | Temporada | Episódios | Exibição             | Exibição               |
| Temporada | Temporada | Episódios | Estreia de temporada | Final de temporada     |
| --------- | --------- | --------- | -------------------- | ---------------------- |
|           | 1         | 5         | 6 de março de 2023   | 20 de novembro de 2023 |

### Primeira Temporada (2023)
| N.º na série | N.º na temp. | Título                        | Dirigido por                                      | Escrito por                                                       | Exibição original      |
| --- | ------------ | ----------------------------- | ------------------------------------------------- | ----------------------------------------------------------------- | ---------------------- |
| 1 | 1            | "Mancha" "Falas Femininas"    | Everlane de Moraes e Luisa Lima                   | Jaqueline Souza, Grace Passô, Renata Martins                      | 6 de março de 2023     |
| Mayara, é uma jovem que trabalha como empregada de Laura. A patroa foge do estereótipo da carrasca, é doce com a funcionária, mas a situação começa a se complicar quando ela pede que a doméstica abandone os estudos por causa do trabalho. Um acidente muda de vez a vida das duas: a doméstica cai do 13.º andar do prédio e sobrevive por um milagre. A garota encara o acontecimento como uma segunda chance e toma de volta as rédeas da própria vida. |              |                               |                                                   |                                                                   |                        |
| 2 | 2            | "Pintadas" "Falas da Terra"   | Luisa Lima, Thereza de Medicis e Graciela Guarani | Thais Fujinaga, Hela Santana, Renata Tupinambá e Graciela Guarani | 17 de abril de 2023    |
| De origens distintas e com visões de mundo diferentes, Luara está de volta à sua terra com a melhor amiga da faculdade, Michele, depois de passar anos fora, estudando. O retorno visa apoiar a parente rapper, Josy, com seu trabalho na música. Mas, ao chegar ao local da gravação, que remete à memória afetiva de Josy e Luara, as jovens se deparam com a degradação da natureza. Frente a um cenário destruído, elas precisam encontrar uma nova solução para a filmagem, mas, no caminho, acabam por enfrentar desafios que as levam a encontros e desencontros com seus próprios medos, identidades e histórias. |              |                               |                                                   |                                                                   |                        |
| 3 | 3            | "Sísmicas" "Falas de Orgulho" | Luisa Lima, Thereza de Medicis e Graciela Guarani | Thaís Fujinaga, Hela Santana, Graciela Guarani e Renata Tupinambá | 26 de junho de 2023    |
| Lena, uma mulher cis, convida Kátia, sua namorada, que é uma mulher trans, para morar com ela em um sobrado que herdou da família. Quando Lena começa a ser pressionada por uma empresa imobiliária para que venda o terreno, a relação das duas entra em conflito e o casal entra em uma jornada para entender o que realmente sentem uma pela outra e sua relação com o mundo. |              |                               |                                                   |                                                                   |                        |
| 4 | 4            | "Acesso" "Falas da Vida"      | Luisa Lima e Thereza de Medicis                   | Thaís Fujinaga, Hela Santana, Graciela Guarani e Renata Tubinambá | 2 de outubro de 2023   |
| Meire é uma motorista de um aplicativo que se sente desconfortável com a chegada dos 60 anos. Então, numa noite de trabalho, conhece a passageira Bex, que provoca várias reflexões sobre a vida. |              |                               |                                                   |                                                                   |                        |
| 5 | 5            | "Levante" "Falas Negras"      | Luisa Lima, Everlane Moraes e Fábio Rodrigo       | Thaís Fujinaga, Hela Santana, Graciela Guarani e Renata Tupinambá | 20 de novembro de 2023 |
| Janaína, uma roteirista de origem negra, participa de um novo projeto na área audiovisual. Ela se junta aos demais membros da equipe de escritores, todos de pele clara, durante uma imersão realizada em uma fazenda no interior. Esta propriedade é uma herança da época colonial da família que lidera o projeto. |              |                               |                                                   |                                                                   |                        |